# Pumicestone Channel
Pumicestone Channel är ett sund i Australien. Det ligger i delstaten Queensland, omkring 49 kilometer norr om delstatshuvudstaden Brisbane.